# Ladění (časopis)
Ladění byl český periodický časopis pro teorii a kritiku dětské literatury. Byl vydáván jako čtvrtletník tehdejším Ústavem literatury pro mládež (ÚLM) Pedagogické fakulty Masarykovy univerzity v Brně v letech 1996–2011.
Vznikl v návaznosti na činnost obdobně zaměřené literární revue Zlatý máj, která vycházela od roku 1956 do roku 1997. Časopis navázal na Zpravodaj ÚLM, který vycházel v letech 1991–1995. Se změnou jména časopis přijal v roce 1996 i nový podtitul -  časopis pro teorii a kritiku dětské literatury. Samotný název tohoto čtvrtletníku se vztahuje ke stejnojmenné básnické sbírce Františka Halase.  
Kromě dětské literatury se časopis věnoval i dalším literárním oblastem. Nabízel prostor odborníkům, kteří se zaměřovali na dětskou literaturu, zabýval se problematikou dramatické výchovy a otázkami literárněvědné přípravy budoucích učitelů prvního stupně základních škol.

## Zaměření časopisu

### Rubriky
První číslo časopisu Ladění obsahovalo rubriky „Na čem právě pracuji?“, „Představujeme naše nakladatelství“, „Byli jsme při tom“ a „Naše nabídka“. V průběhu existence časopisu se jeho obsahová struktura často měnila. Ve čtvrtém čísle časopisu přibývají „Recenze“, „Zprávy“ a „Jubilea“. V posledním čísle časopisu má rubrika „Recenze“ název „Recenze a glosy“.
Úvodní rubrikou většiny čísel byla rubrika „Stati“. Obsahovala obvykle jeden až dva příspěvky a byla pro časopis velmi podstatná, neboť se jednalo o příspěvky z oblasti teorie literatury.
V obsahu jednotlivých čísel časopisu měla největší rozsah rubrika „Recenze a glosy“. Téměř 10 let se v ní nacházelo až 20 příspěvků v každém čísle časopisu. Jednalo se především o odborné recenze na průběžně publikované knihy pro děti.
Časopis Ladění v každém čísle představil jedno zajímavé a nějakou formou výjimečné nakladatelství. V prvním čísle bylo roku 1996 prezentováno historicky významné nakladatelství Augusta v Litomyšli. V druhém čísle ročníku 1997 byla informace o této rubrice přidána na obálku časopisu pod názvem  „Představujeme nakladatelství“. Ještě v předposledním čísle se prezentovalo slovenské nakladatelství Slniečkovo, v posledním čísle Ladění už tato rubrika scházela.

### Spolupráce
Redakce Ladění spolupracovala s poměrně stálým okruhem autorů. První číslo uvedla Milena Šubrtová z Katedry českého jazyka a literatury Pedagogické fakulty Masarykovy univerzity článkem o zlatém fondu české literatury. S časopisem spolupracovala i nadále a obohacovala jeho jednotlivá čísla o recenze na nové knihy.
Mezi autory, kteří pravidelně psali recenze a glosy, patřil David Kroča, rovněž z Katedry českého jazyka a literatury na Pedagogické fakultě Masarykovy univerzity. Pro první číslo Ladění v ročníku 2008 napsal recenzi na knihu Alchymista Michaela Scotta.
Mezi pravidelné přispěvatele do jednotlivých rubrik Ladění patřili literární vědci a odborníci na dětský aspekt v literatuře Ondřej Hausenblas, Jiří Iliev, Zdeněk Kovalčík, Ladislava Lederbuchová, Naděžda Sieglová, Hana Šmahelová, Jaroslav Toman, Svatava Urbanová, Věra Vařejková, Drahomíra Vlašínová, František Všetička, Zdeněk Zapletal či Viera Žemberová.
Drobnějšími texty do Ladění příležitostně přispívali autorky a autoři Jana Baroková, Jana Čeňková, Eva Doupalová, Jiří Hek, Miroslav Chocholatý, Pavel Janáček, Radim Kopáč, Eva Koudelková, Petr Matoušek, Jan Mervart, Anna Mikušťáková, Ester Nováková, Luisa Nováková, Marie Pavlovská, Jiří Rambousek, Zdeněk Karel Slabý, Zuzana Stanislavová, Petr Stoličný, Miroslav Tmé, Kateřina Vávrová, Jiřina Veselá a další.

## Zrod a zánik časopisu

### Počátky
Vznik časopisu Ladění je provázán s tehdejším Ústavem literatury pro mládež Pedagogické fakulty Masarykovy univerzity. Prvních pět ročníků časopisu v letech 1991–1995 vyšlo pod názvem Zpravodaj ÚLM. Původně měl sloužit k informování veřejnosti o činnosti ústavu, postupně se Zpravodaj ÚLM začal rozsahem rozrůstat a přibývaly příspěvky odborníků na literaturu. Časopis změnil grafickou podobu i název na Ladění, zaměstnanci z ÚLM v redakci zůstali. Mezi redaktory časopisu byly osobnosti Jiří Poláček, Martin Reissner nebo Jitka Zítková.

### Zánik
V roce 2011 časopis Ladění získal od Ministerstva kultury České republiky dotaci v hodnotě 100 tisíc korun. Využití této dotace však nebylo vyúčtováno pedagogickou fakultou včas. Úřadovna Ministerstva kultury České republiky proto další žádosti o projekty zamítla. Podle univerzity došlo k pochybení na straně tehdejšího redaktora časopisu. Situace byla vyhodnocena jako porušení pracovní kázně a děkan pedagogické fakulty neprodloužil redaktorovi pracovní smlouvu. S odchodem vedení redakce bylo ukončeno i vydávání časopisu Ladění. Odborné studie a články z oblasti literatury pro děti a mládež poté začaly vycházet v časopise Komenský, který také vydává pedagogická fakulta Masarykovy univerzity, a později v časopise Tvořivá dramatika, který je jediný v České republice zaměřen na všechny oblasti dramatické výchovy.

## Význam a přesah časopisu
Časopis Ladění v návaznosti na Zlatý máj pokračoval jako jediné české literárněvědné periodikum s cílem průběžně sledovat a reflektovat stav literatury pro děti a mládež v České republice z hlediska literárněteoretického bádání i zrcadlení knižního trhu. V průběhu let fungování Ladění se ukázalo, že vydavatelské ani personální kapacity časopisu nejsou schopny obsáhnout rychle se rozvíjející fenomén dětského aspektu v literatuře a odborně zachytit značný nárůst vydávané literatury pro děti a mládež.
Po zániku časopisu Ladění se zatím nepodařilo najít a rozvinout odborný publikační prostor věnující se literatuře pro děti a mládež. Zájem o tuto problematiku se přenesl na jiné, v současnosti již etablované platformy. Od roku 2004 pořádá Krajská vědecká knihovna v Liberci ve spolupráci s Pedagogickou fakultou Univerzity Karlovy, Spolkem Adalberta Stiftera, s fakultami přírodovědně-humanitní a pedagogickou Technické univerzity v Liberci a Ústavem pro českou literaturu Akademie věd ČR Konferenci Současnost literatury pro děti a mládež.
Beletrii pro děti se též věnuje - jako jednomu z témat - odborný časopis Tvořivá dramatika a popularizační projekty jako Mravenčí chůva, Čítárny nebo Celé Česko čte dětem.